# Heilig-Kruiskapel (Muizen)

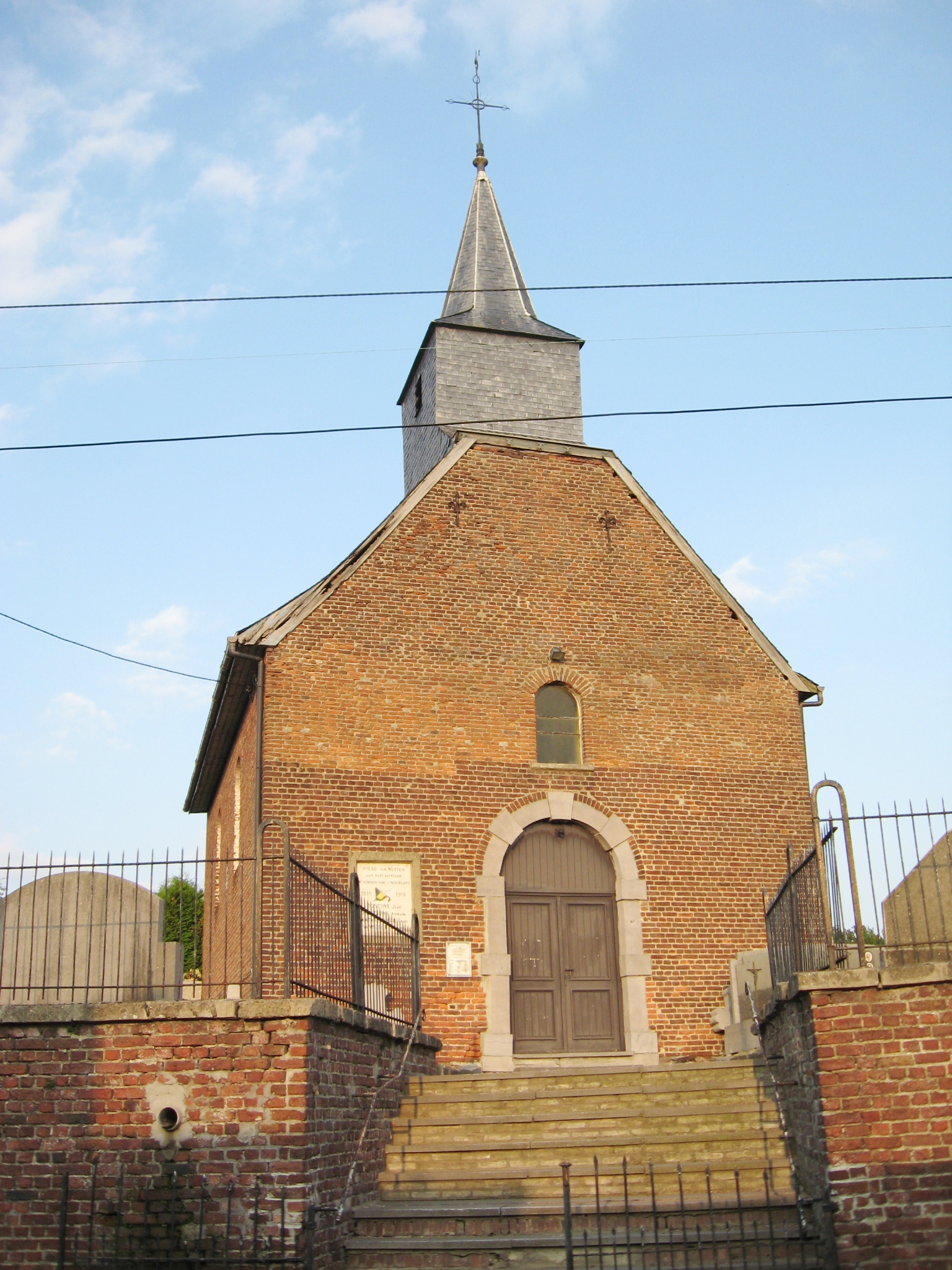
Heilig-Kruiskapel

De Heilig-Kruiskapel is een kapel en voormalige hulpkerk voor de parochianen te Muizen, die zich bevindt aan de Kruisstraat 8, gelegen in de Belgische gemeente Gingelom. Deze kapel was afhankelijk van de parochie van Buvingen.

## Gebouw
Deze kapel uit de eerste helft van de 18e eeuw en vervangt een voorganger uit de eerste helft van de 16e eeuw, waarvan het driezijdig gesloten koor nog bewaard bleef. Dit koor werd gebouwd in baksteen, met mergelstenen plint.
Het is een eenbeukig zaalkerkje in baksteen met toepassing van kalksteen. Tussen schip en koor bevindt zich een triomfboog. Op het dak bevindt zich een eenvoudig, vierkant torentje, evenals de ingesnoerde naaldspits bedekt met leien.
Het gebouwtje bevindt zich op een heuveltje en wordt omringd door een ommuurd kerkhof waarop zich nog enkele 17e-eeuwse grafkruisen bevinden. De kapel is toegankelijk via een steile trap.
De kapel is onttrokken aan de eredienst en werd na 15 jaar leegstand en verval openbaar verkocht op 14 januari 2016, en volledig gerenoveerd.
De locatie is nu actief onder de naam De Muizenaar.

## Interieur
Boven de ingang bevindt zich een houten doksaal. Het hoofdaltaar uit de 2e helft van de 18e eeuw is in rococostijl, de zijaltaren uit de 2e helft van de 17e eeuw zijn in barokstijl, en de eiken biechtstoel uit het 2e kwart van de 18e eeuw is in Luikse régencestijl.
De kapel bezit enkele kunstvoorwerpen: Sint-Anna-te-Driën en Sint-Johannes, beide in gepolychromeerd eikenhout (16e eeuw), Christus met Kruis (18e eeuw), en een aangekleed Mariabeeld (18e eeuw).